# Gekko grossmanni
Gekko grossmanni es una especie de gecos de la familia Gekkonidae.

## Distribución geográfica
Es endémica del sur de Vietnam.